# Jean Sainte Fare Garnot
Pour les articles homonymes, voir Garnot (homonymie).
 (mars 2012).
Si vous disposez d'ouvrages ou d'articles de référence ou si vous connaissez des sites web de qualité traitant du thème abordé ici, merci de compléter l'article en donnant les références utiles à sa vérifiabilité et en les liant à la section « Notes et références ».
Jean Sainte Fare Garnot (Paris, 1908 - Paris, 1963) est un égyptologue français.

## Biographie
Fils du peintre Georges Sainte Fare Garnot (1868-1928), Jean Sainte Fare Garnot est directeur de l'Institut français d'archéologie orientale du Caire (IFAO) de 1953 à 1959, professeur à la Sorbonne, directeur d'études à l'École pratique des hautes études, président de la société française d'égyptologie et correspondant de l'Académie des inscriptions et belles-lettres.
Il est le père de Nicolas Sainte Fare Garnot, conservateur du musée Jacquemart-André de 1993 à 2015, et le grand-père de Florent Sainte Fare Garnot, maire de Nevers de 2010 à 2014.
Son épouse est morte en 2022.